# 時鐘 (花巻市)
時鐘 （ときがね）は、岩手県花巻市の同市役所南側に所在する鐘楼である。鐘は岩手県の有形文化財に指定されている。

## 概要
1646年（正保3年）、盛岡城の時鐘として鋳造されたが、1648年（慶安元年）に破鐘したことから鋳直された。盛岡藩が召し抱えていた鋳物師の鈴木忠兵衛と鈴木忠左衛門の作とされる。その後、3代藩主の南部重信により花巻城での再利用が命じられ、同城の時鐘として使用された。現在でも市庁舎の警備員が毎夕方6時に撞いている。2015年11月6日、岩手県から有形文化財に指定された。

## 寸法・形状
鐘の大きさは、総高119cm、鐘身（龍頭下高）95cm、口径（外径）78.5cm、輪口厚さ15cm。鐘身は縦4列に区切られ、上段の乳の間には「乳」が64個取り付けられている。下段の池の間2面には、当時柳川一件の咎で盛岡藩に預けられていた規伯玄方が著した銘文が陰刻で鋳出されている。

## 交通アクセス
- 花巻駅から徒歩約13分
- 花巻市役所前バス停下車すぐ